# Каннський кінофестиваль 1976
29-й Каннський міжнародний кінофестиваль відбувся з 13 по 28 травня у Каннах, Франція. Золоту пальмову гілку фестивалю отримав фільм Таксист Мартіна Скорсезе. У цьому році було започатковано нову секцію фр. L'Air Du Temps, яка була позаконкурсною і орієнтованою на сучасні теми. Роботу секції було припинено після фестивалю наступного року.
У конкурсі було представлено 20 повнометражних фільмів та 10 короткометражок; поза конкурсом було показано 9 кінострічок. Фестиваль відкрито показом стрічки Оце розваги! Частина 2 режисера Джина Келлі. Фільмом закриття фестивалю було обрано Сімейну змову Альфреда Гічкока.

## Журі
- Голова: Теннессі Вільямс, письменник,  США
- Жан Карзу, художник,  Франція
- Маріо Чеккі Горі, кінопродюсер,  Італія
- Коста-Гаврас, режисер,  Франція
- Андраш Ковач, кінорежисер, сценарист,  Угорщина
- Лоренсо Лопес Санчо, журналіст,  Іспанія
- Шарлотта Ремплінг, акторка,  Велика Британія
- Жорж Шехад, драматург, поет,  Ліван
- Маріо Варгас Льйоса, письменник, політик, журналіст,  Перу

## Фільми-учасники конкурсної програми
★Переможців виділено окремим кольором.
Повнометражні фільми
| Фільм                              | Назва мовою оригіналу         | Режисер          | Країна          |
| ---------------------------------- | ----------------------------- | ---------------- | --------------- |
| Бабату                             | Babatu                        | Жан Руш          | Нігер/ Франція  |
| Багсі Мелоун                       | Bugsy Malone                  | Алан Паркер      | Велика Британія |
| Вигодуй ворона                     | Cría cuervos                  | Карлос Саура     | Іспанія         |
| Дитя натовпу                       | Un enfant dans la foule       | Жерар Блен       | Франція         |
| З плином часу                      | Im Lauf der Zeit              | Вім Вендерс      | ФРН             |
| Кіготь і зуб                       | La griffe et la dent          | Франсуа Бел      | Франція         |
| Кінець ночі                        | Nishaant                      | Ш'ям Бенегал     | Індія           |
| Маркіза фон О                      | Die Marquise von O…           | Ерік Ромер       | ФРН             |
| Мешканець                          | Le Locataire                  | Роман Полянський | Франція         |
| Мосьє Кляйн                        | Mr. Klein                     | Джозеф Лоузі     | Франція/ Італія |
| Наступна зупинка — Гринвіч-Віллидж | Next Stop, Greenwich Village  | Пол Мазурський   | США             |
| Огидні, брудні, злі                | Brutti, sporchi e cattivi     | Етторе Скола     | Італія          |
| Пані Дері, де Ви?                  | Déryné hol van?               | Дьюла Маар       | Угорщина        |
| Події на копальні Марусіа          | Actas de Marusia              | Мігель Літтін    | Мексика         |
| Приватні вади, суспільні чесноти   | Vizi privati, pubbliche virtù | Міклош Янчо      | Італія/ СФРЮ    |
| Сім'я Паскуаля Дуарте              | Pascual Duarte                | Рікардо Франко   | Іспанія         |
| Солодка помста                     | Sweet Revenge                 | Джеррі Шацберг   | США             |
| Спадок Феррамонті                  | L'eredità Ferramonti          | Мауро Болоньїні  | Італія          |
| ★ Таксист                          | Taxi Driver                   | Мартін Скорсезе  | США             |
| Тінь ангелів                       | Schatten der Engel            | Даніель Шмід     | Швейцарія/ ФРН  |

Короткометражні фільми
| Фільм              | Назва мовою оригіналу | Режисер              | Країна          |
| ------------------ | --------------------- | -------------------- | --------------- |
| Агулана            | Agulana               | Джеральд Фрідман     | Бельгія         |
| Бабфільм           | Babfilm               | Отто Фокі            | Угорщина        |
| Висока точність    | High Fidelity         | Антуанетта Станкевич | Велика Британія |
| Ідальго            | Hidalgo               | Іон Трійка           | Румунія         |
| Метаморфози        | Metamorphosis         | Беррі Гріволд        | Канада          |
| Непритомність      | La Syncope            | Едуар Ньєрман        | Франція         |
| Нічне життя        | Nightlife             | Робін Леман          | США             |
| Перфо              | Perfo                 | Жан Пол Камброн      | Бельгія         |
| Родін поклав життя | Rodin mis en vie      | Альфред Брандлер     | Венесуела       |
|                    | La Rosette arrosée    | Поль Допфф           | Франція         |

## Фільми позаконкурсної програми
| Фільм               | Назва мовою оригіналу | Режисер                           | Країна               |
| ------------------- | --------------------- | --------------------------------- | -------------------- |
| Анна                | Anna                  | Альберто Гріфі, Массімо Сарк'єллі | Італія               |
| Лицем до лиця       | Ansikte Mot Ansikte   | Інгмар Бергман                    | Швеція/ Італія       |
| Сімейна змова       | Family Plot           | Альфред Гічкок                    | США                  |
| Поранена любов      | L'amour blessé        | Жан-П'єр Лефевр                   |                      |
| Фармація-Шанхай     | La Pharmacie-Shangaï  | Йоріс Івенс, Марселін Лорідан     | Нідерланди           |
| Двадцяте століття   | Novecento             | Бернардо Бертолуччі               | Італія/ Франція/ ФРН |
| Ландшафт з потягу   | Train-Landscape       | Жуль Енджел                       | США                  |
| Ясновельможні трупи | Cadaveri eccelenti    | Франческо Розі                    | Італія               |

## Нагороди
- Золота пальмова гілка:
  - Таксист, режисер Мартін Скорсезе
- Гран-прі:
  - Вигодуй ворона, режисер Карлос Саура
  - Маркіза фон О, режисер Ерік Ромер
- Приз за найкращу чоловічу роль: Хосе Луїс Гомес — Сім'я Паскуаля Дуарте
- Приз за найкращу жіночу роль:
  - Домінік Санда — Спадок Феррамонті
  - Марі Тьорьочік — Пані Дері, де ви?
- Приз за найкращу режисуру: Етторе Скола — Огидні, брудні, злі
- Золота пальмова гілка за короткометражний фільм: Метаморфозі
- Приз журі за короткометражний фільм:
  - Агулана
  - Нічне життя
- Технічний гран-прі: Мішель Фано (звук) — Кіготь і зуб
- Приз міжнародної федерації кінопреси (ФІПРЕССІ):
  - Приз ФІПРЕССІ в паралельних секціях: Сільний Фердинанд
  - Приз ФІПРЕССІ (конкурсна програма): З часом
- Приз екуменічного журі: Не присуджували